# بالتیمور پارک، لارکسپور، کالیفرنیا
بالتیمور پارک (به انگلیسی: Baltimore Park) یک منطقهٔ مسکونی در ایالات متحده آمریکا است که در لارکسپور، کالیفرنیا واقع شده‌است. بالتیمور پارک ۱۳ متر بالاتر از سطح دریا واقع شده‌است.